# Zehnkampf-Länderkampf der Männer 1967 Österreich – BR Deutschland – DDR – Schweiz – Tschechoslowakei – Ungarn
| 2. Leichtathletik-Länderkampf mit bundesdeutscher Beteiligung 1967                                      | 2. Leichtathletik-Länderkampf mit bundesdeutscher Beteiligung 1967                  |
| --- | ----------------------------------------------------------------------------------- |
| |                                                                                     |
| Zehnkampf-Vergleich der Männer; Österreich – BR Deutschland – DDR – Schweiz – Tschechoslowakei – Ungarn |                                                                                     |
| Austragungsort                                                                                          | Linz                                                                                |
| Wettbewerbe                                                                                             | 1                                                                                   |
| Datum                                                                                                   | 1./2. Juli                                                                          |
| 1. DDR 2. AUT 3. FRG 4. SUI 5. CSK 6. HUN                                                               | 22.428 Punkte 21.569 Punkte 21.297 Punkte 21.199 Punkte 20.283 Punkte 20.109 Punkte |
| Chronik                                                                                                 |                                                                                     |
| ← SUI-FRG-NLD Straßenlauf (M)                                                                           | FRG-SWE Geher (M) →                                                                 |

Im zweiten Vergleich des Länderkampfjahres 1967 gab es ein Aufeinandertreffen, das in dieser Form zum ersten Mal stattfand. Die bundesdeutschen Zehnkämpfer trugen am 1./2. Juni im österreichischen Linz einen Sechsländerkampf mit Österreich, der DDR, der Schweiz, der Tschechoslowakei und Ungarn aus.

## Wettbewerbe und Modus
Jede Mannschaft stellte maximal vier Zehnkämpfer, von denen die drei Besten durch Addition ihrer Punktzahlen gewertet wurden. Ungarn trat mit nur drei Vertretern an, alle anderen Teams mit je vier Teilnehmern.

## Ergebnis
Aus der ersten Reihe der bundesdeutschen Athleten trat nur Vizeeuropameister Jörg Mattheis an. Darüber hinaus waren Athleten der zweiten Garde vertreten. So reichten ihre Platzierungen auf den Rängen fünf, zwölf und vierzehn in der Gesamtwertung nur zum dritten Platz. Mit 22.428 Punkten erlangten die Athleten der DDR auf den Rängen eins, drei und sieben die höchste Gesamtpunktzahl vor den Österreichern, die mit den Rängen zwei, vier und 21 auf 21.569 Punkte kamen und damit den zweiten Platz belegten. Dahinter gingen die Ränge vier bis sechs an die Schweiz (Vierter / 21.199 P), die Tschechoslowakei (20.283 P) und Ungarn (20.109 P).

## Legende
Kurze Übersicht zur Bedeutung der Symbolik – so üblicherweise auch in sonstigen Veröffentlichungen verwendet:
| o. W. | ohne Wertung |

## Resultat
| Platz | Name                 | Nation | Punkte | 100 m   | Weit- sprung | Kugel- stoßen | Hoch- sprung | 400 m  | 110 m Hürden | Diskus- wurf | Stabhoch- sprung | Speer- wurf | 1500 m     |
| ----- | -------------------- | ------ | ------ | ------- | ------------ | ------------- | ------------ | ------ | ------------ | ------------ | ---------------- | ----------- | ---------- |
| 01    | Manfred Tiedtke      | DDR    | 7602   | 11,0 s  | 6,88 m       | 14,81 m       | 1,95 m       | 50,2 s | 14,5 s       | 38,91 m      | 4,20 m           | 54,68 m     | 4:45,2 min |
| 02    | Horst Mandl          | AUT    | 7586   | 11,0 s  | 7,30 m       | 13,50 m       | 1,89 m       | 49,8 s | 14,9 s       | 40,20 m      | 4,20 m           | 56,90 m     | 4:39,3 min |
| 03    | Herbert Wessel       | DDR    | 7519   | 10,9 s  | 7,02 m       | 13,10 m       | 1,86 m       | 49,1 s | 15,0 s       | 40,24 m      | 4,10 m           | 53,72 m     | 4:35,4 min |
| 04    | Gert Herunter        | AUT    | 7513   | 10,99 s | 6,99 m       | 13,81 m       | 1,89 m       | 49,1 s | 14,9 s       | 41,85 m      | 3,80 m           | 56,37 m     | 4:43,6 min |
| 05    | Jörg Mattheis        | FRG    | 7495   | 11,2 s  | 6,72 m       | 14,09 m       | 1,89 m       | 49,5 s | 16,3 s       | 42,84 m      | 4,00 m           | 65,16 m     | 4:33,7 min |
| 06    | Werner Duttweiler    | SUI    | 7332   | 11,4 s  | 7,00 m       | 13,74 m       | 1,89 m       | 50,6 s | 15,1 s       | 38,26 m      | 4,00 m           | 61,10 m     | 4:47,2 min |
| 07    | Siegfried Pradel     | DDR    | 7307   | 11,0 s  | 6,44 m       | 14,17 m       | 1,76 m       | 49,8 s | 14,8 s       | 42,26 m      | 4,00 m           | 57,97 m     | 4:50,0 min |
| 08    | Milan Kotík          | CSK    | 7211   | 11,3 s  | 7,28 m       | 12,19 m       | 1,92 m       | 49,5 s | 14,6 s       | 45,61 m      | 3,80 m           | 48,78 m     | 4:41,7 min |
| 09    | Axel Richter         | DDR    | 7168   | 11,7 s  | 6,55 m       | 13,98 m       | 1,98 m       | 52,5 s | 15,9 s       | 41,76 m      | 4,10 m           | 53,27 m     | 4:36,1 min |
| 10    | Josef Bakai          | HUN    | 7156   | 11,5 s  | 6,66 m       | 14,59 m       | 1,89 m       | 52,4 s | 16,5 s       | 48,36 m      | 4,30 m           | 60,16 m     | 5:21,0 min |
| 11    | Daniel Riedo         | SUI    | 7096   | 10,9 s  | 6,66 m       | 12,50 m       | 1,79 m       | 48,6 s | 14,8 s       | 37,78 m      | 3,80 m           | 45,28 m     | 4:42,0 min |
| 12    | Hans Nerlich         | FRG    | 7007   | 10,7 s  | 7,10 m       | 13,63 m       | 1,76 m       | 47,9 s | 14,3 s       | 37,08 m      | 3,90 m           | 55,52 m     | o. W.      |
| 13    | Vladimír Novotný     | CSK    | 6796   | 11,5 s  | 6,54 m       | 12,77 m       | 1,79 m       | 50,4 s | 16,1 s       | 41,72 m      | 3,40 m           | 49,44 m     | 4:36,0 min |
| 14    | Erich Klamma         | FRG    | 6795   | 11,2 s  | 6,66 m       | 13,18 m       | 1,82 m       | 50,9 s | 15,6 s       | 36,36 m      | 3,20 m           | 52,44 m     | 4:44,0 min |
| 15    | Martin Mathys        | SUI    | 6772   | 11,4 s  | 6,33 m       | 12,94 m       | 1,83 m       | 53,1 s | 15, 3 s      | 33,60 m      | 3,90 m           | 59,66 m     | 4:50,4 min |
| 16    | Daniel Czaban        | HUN    | 6705   | 11,6 s  | 5,96 m       | 12,74 m       | 1,73 m       | 51,8 s | 16,2 s       | 41,84 m      | 3,60 m           | 55,32 m     | 4:30,5 min |
| 17    | Peter Ihring         | CSK    | 6676   | 11,6 s  | 6,68 m       | 13,15 m       | 1,79 m       | 51,4 s | 16,6 s       | 36,58 m      | 3,40 m           | 58,95 m     | 4:49,6 min |
| 18    | Guido Ciceri         | SUI    | 6611   | 11,5 s  | 6,41 m       | 13,00 m       | 1,76 m       | 50,2 s | 15,6 s       | 38,42 m      | 3,60 m           | 41,99 m     | 4:50,3 min |
| 19    | Karl-Heinz Drygalsky | FRG    | 6596   | 10,8 s  | 6,73 m       | 11,93 m       | 1,73 m       | 50,6 s | 16,7 s       | 31,24 m      | 3,70 m           | 48,87 m     | 4:51,0 min |
| 20    | Iwan Sedlacek        | CSK    | 6504   | 11,4 s  | 6,08 m       | 10,91 m       | 1,82 m       | 51,8 s | 15,3 s       | 35,99 m      | 3,50 m           | 63,55 m     | 4:42,5 min |
| 21    | Rainer Desch         | AUT    | 6470   | 12,0 s  | 6,17 m       | 12,86 m       | 1,76 m       | 55,0 s | 16,6 s       | 39,08 m      | 3,50 m           | 63,55 m     | 4:42,9 min |
| 22    | Endre Füzesi         | HUN    | 6248   | 12,0 s  | 6,56 m       | 12,49 m       | 1,89 m       | 53,3 s | 19,3 s       | 35,07 m      | 3,40 m           | 45,56 m     | 4:30,3 min |
| 23    | Herbert Janko        | AUT    | 6039   | 11,7 s  | 5,75 m       | 12,68 m       | 1,92 m       | 56,3 s | 17,5 s       | 37,84 m      | 3,20 m           | 43,97 m     | 4:50,5 min |